# Massacro della Rivoluzione Culturale del Guangdong

Guangdong

Il massacro del Guangdong (廣東文革屠殺T, 广东文革屠杀S) fu uno dei massacri avvenuti nella provincia del Guangdong durante la rivoluzione culturale cinese.
Secondo i 57 annali di contea, resi disponibili durante il periodo "Boluan Fanzheng", questi tragici eventi si sono verificati in 28 contee, con oltre 1000 vittime, e una media di 278 vittime per contea.
Il massacro di Yangjiang è stato il più sanguinoso, con oltre 2.600 morti nella sola contea di Yangchun. Altre stragi si verificarono  anche in alcune città del Guaio ed a Canton (la capitale del Guangdong): in particolare va ricordato il massacro dei prigionieri di "Laogai", che causò la morte di almeno 187-197 persone in una sola settimana durante l’agosto del 1967.
La maggior parte dei massacri della Rivoluzione Culturale nel Guangdong avvenne tra il luglio e l'ottobre del 1968. Si trattò di eventi drammatici guidati e organizzati da comitati rivoluzionari provinciali e locali.
Il massacro del Guangdong resta uno dei più gravi in Cina dell'epoca ed è strettamente legato a quello del Guangxi. Numerose anche le persecuzioni politiche.

## Sfondo storico

### Scontri tra due fazioni
Nel maggio 1966, Mao Zedong lanciò la Rivoluzione Culturale nella Cina continentale. All'inizio del 1967, i governi locali e i comitati del Partito Comunista nel Guangdong furono paralizzati dal "gruppo ribelle (造反派)", e la società era nel caos. Il 15 marzo Mao ha ritenuto necessario il controllo militare nel Guangdong, nominando Huang Yongsheng (黄永胜) direttore della Commissione di controllo militare. Nel 1967, due fazioni nel Guangdong si scontrarono spesso su larga scala: la "fazione Bandiera Rossa (红旗派)", che era un gruppo ribelle, e la "fazione del vento dell'est (东风派)", che era un gruppo conservatore e sostenuto il controllo militare.
Zhou Enlai, allora premier cinese, fece diversi tentativi per mitigare la situazione dall'aprile 1967, chiedendo a novembre l'istituzione del "Comitato rivoluzionario del Guangdong". Nel frattempo, Huang Yongsheng cercò di negoziare con i leader di entrambe le fazioni, sperando di ottenere una cosiddetta "unione della grande rivoluzione (革命大联合)".

### Il Comitato Rivoluzionario del Guangdong
Nel febbraio 1968 fu istituito il Comitato rivoluzionario del Guangdong, con Huang Yongsheng come presidente del comitato. Huang era anche il comandante della regione militare di Guangzhou e sostenne personalmente la fazione del vento orientale. Tuttavia, la sfida da parte della fazione della Bandiera Rossa persisteva, e di conseguenza gli scontri violenti continuarono mentre l'ordine della società non veniva ristabilito nei tre mesi successivi.
A partire dal luglio 1968, il Comitato Rivoluzionario del Guangdong e l'esercito del Guangdong hanno approfittato di due direttive del Comitato Centrale del Partito Comunista Cinese, usandole come scuse per reprimere la fazione della Bandiera Rossa. Dopo di che, i massacri divennero prevalenti nel Guangdong. Il picco del massacro durò da luglio a ottobre del 1968.

## I massacri

### Massacro di Yangjiang
Secondo il comitato del Partito comunista cinese a Yangjiang, almeno 3.573 persone sono morte nel massacro di Yangjiang.
- Il massacro nella contea di Yangjiang ebbe luogo dal 1 gennaio 1968 a metà gennaio 1969, uccidendo 909 persone.
- Il massacro nella contea di Yangchun iniziò il 23 settembre 1967, uccidendo 2.664 persone.

I metodi di uccisione includevano percosse, spari, annegamento, accoltellamento, lapidazione, esplosione con fuochi d'artificio, morte bruciata, sepoltura dal vivo e così via.

### Incidente di Canton "Laogai Fan"
L'incidente di Canton "Laogai Fan" (广州吊劳改犯事件/广州打劳改犯事件), o l'incidente dei prigionieri Laogai, ebbe luogo a Canton nell'agosto 1967. L'incidente è durato per circa una settimana ed è stato causato da voci secondo cui i prigionieri Laogai sarebbero stati rilasciati dalle carceri nel nord del Guangdong e che Guangzhou stava per essere saccheggiata. Di conseguenza, i civili locali hanno mostrato atti di violenza estrema nei confronti di estranei per motivi di autoprotezione.
Secondo i ricercatori, almeno 187-197 persone sono state uccise nel massacro (alcuni dicono circa 300), la maggior parte dei quali erano cittadini locali che vivevano a Guangzhou o nelle sue aree rurali. Molti corpi delle vittime della strage sono stati appesi ad alberi o palo di utilità lungo le strade.

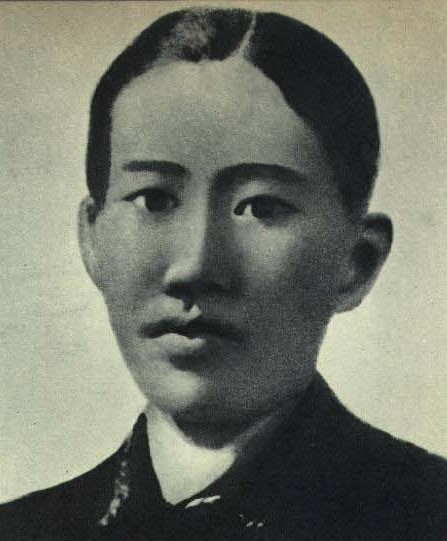
Peng Pai

### Incidente Anti-Peng Pai
L'incidente di Anti-Peng Pai (反彭湃事件), o il caso dei parenti di Peng Pai (彭湃亲属案件), è stato un grave caso "sbagliato" a Shanwei durante la Rivoluzione Culturale. La violenza ha preso di mira i parenti del defunto Peng Pai, che è stato un pioniere del movimento dei contadini cinesi ed è stato uno dei primi leader del Partito Comunista Cinese. Nell'incidente, Peng Pai è stato etichettato come "traditore" e "opportunista". A partire dall'agosto 1967 scoppiò un massacro che durò per circa mezzo mese, provocando la morte di oltre 160 persone; inoltre, oltre 800 sono rimasti storpi a vita e oltre 3.000 sono rimasti feriti. Il cugino e il nipote di Peng Pai sono stati uccisi nel massacro, mentre la madre di Peng è stata perseguitata. La testa del nipote di Peng Pai è stata tagliata ed è stata mostrata al pubblico per tre giorni. Nell'agosto 1968, Peng Hong (彭洪), il terzo figlio di Peng Pai, fu ucciso e sepolto in segreto.
Alcuni ricercatori cinesi hanno sottolineato, tuttavia, che Peng Pai ha imposto politiche di "Terrore rosso" quando guidava il movimento dei contadini e dopo aver istituito il "soviet Hailufeng". Le politiche di Peng Pai hanno ucciso migliaia di proprietari terrieri e provocato la morte di decine di migliaia di persone, e quindi l'incidente di Anti-Peng Pai è stato essenzialmente una rappresaglia da parte dei cittadini locali.

### Massacro della contea di Dan
Durante la Rivoluzione Culturale, sono scoppiati massacri nella contea di Dan e nella contea di Dongfang dell'isola di Hainan, che all'epoca era una divisione amministrativa della provincia del Guangdong. Nel marzo 1967, la locale Commissione di controllo militare annunciò che tre organizzazioni di massa nella contea di Dan erano "organizzazioni controrivoluzionarie". Nell'aprile 1968 fu istituito il comitato rivoluzionario locale e ad agosto l'esercito locale iniziò il massacro contro i membri delle organizzazioni controrivoluzionarie, uccidendo in totale oltre 700 persone. Inoltre, più di 50.000 persone (alcuni dicono 5.000) sono state incarcerate, circa 700 case sono state bruciate e migliaia di persone sono state disabilitate in modo permanente.

### Altre aree

La mappa dei comuni del Guangdong.

Secondo un documento di ricerca (2003) di Andrew G. Walder (Università di Stanford) e Yang Su (UC Irvine), le seguenti sei contee del Guangdong hanno riportato un bilancio di oltre 1.000 morti a causa della Rivoluzione Culturale:
| Contea    | Città madre | Numero di morti anomale |
| --------- | ----------- | ----------------------- |
| Yangchun  | Yangjiang   | 2.600                   |
| Wuhua     | Meizhou     | 2.136                   |
| Lianjiang | Zhanjiang   | 1.851                   |
| Mei       | Meizhou     | 1.403                   |
| Guangning | Zhaoqing    | 1.218                   |
| Lian      | Qingyuan    | 1.019                   |

## Bilancio delle vittime
Durante la Rivoluzione Culturale, il Guangdong ha registrato uno dei più alti numeri di "morti anormali" in Cina:
- Nel 2016, Fei Yan (ora della Università Tsinghua[28]) ha concluso che il numero medio di morti anomale (incluso il numero di morti in massacri) tra le contee del Guangdong era di 299, il quinto numero più alto a livello nazionale.[29]
- Nel 2006, Yang Su dell'UC Irvine ha concluso sulla base dei 57 annali di contea disponibili (su 80 contee durante la Rivoluzione Culturale) che il numero medio di morti anomale tra le contee era di 311,6. Il numero medio di morti dovute a omicidi collettivi (almeno 10 persone sono state uccise una volta) è stato di 278 tra le 28 contee che hanno riportato massacri e il numero totale è stato di 7.784.[1][2]
- Nel 2003, Andrew G. Walder (Università di Stanford) e Yang Su (UC Irvine) hanno concluso sulla base dei 61 annali delle contee disponibili (su 114 contee del Guangdong) che il numero medio di morti anomale tra le contee era di 290, il terzo numero più alto a livello nazionale. Il numero totale di decessi anomali è stato di 33.060.[8]

## Conseguenze
Nel settembre 1971 scoppiò l'"incidente di Lin Biao" e Huang Yongsheng, allora presidente del Comitato rivoluzionario del Guangdong, fu rimosso dal suo incarico e arrestato come alleato di Lin. Nell'agosto 1973 Huang fu espulso dal Partito Comunista Cinese.
Durante il periodo "Boluan Fanzheng", Xi Zhongxun, allora Segretario Provinciale del PCC nel Guangdong, era incaricato della riabilitazione delle vittime, ricevendo il sostegno del Comitato Centrale del PCC. Nel gennaio 1980, il Comitato rivoluzionario del Guangdong fu abolito e il governo popolare del Guangdong fu ristabilito. Nel 1981, Huang Yongsheng fu condannato a 18 anni di carcere e morì nel 1983.